# St. Jakobus (Postbauer-Heng)

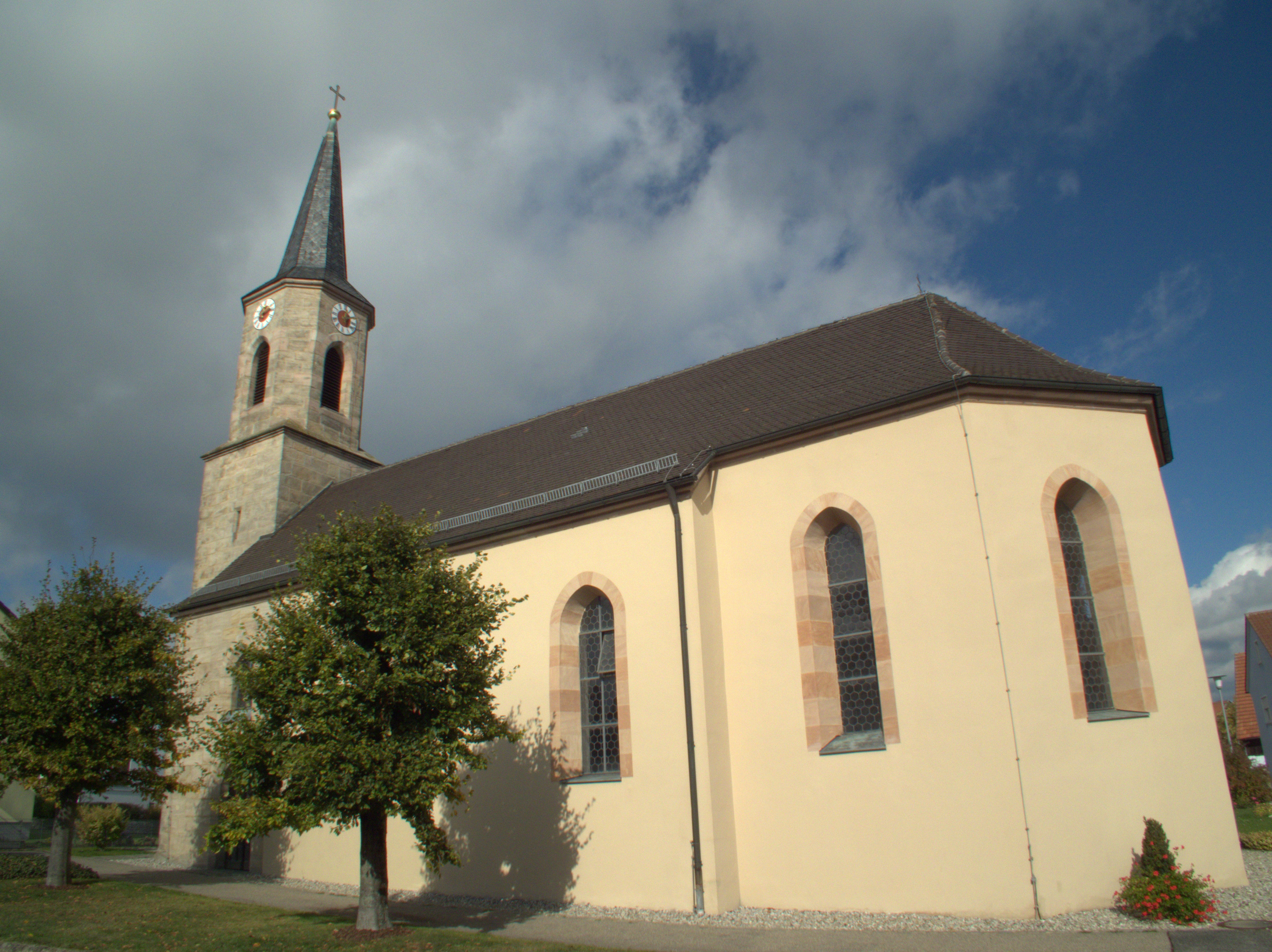
St. Jakobus (Postbauer-Heng)

Die römisch-katholische, denkmalgeschützte Filialkirche St. Jakobus steht in Postbauer-Heng, einem Markt im Landkreis Neumarkt in der Oberpfalz. Sie ist dem Bistum Eichstätt zugeordnet. Das Bauwerk ist als Baudenkmal in die Bayerische Denkmalliste eingetragen.

## Beschreibung
Die Saalkirche wurde im 15. Jahrhundert anstelle eines Vorgängerbaus von 1037 erbaut. Sie bestand zunächst aus einem Langhaus und einem eingezogenen, dreiseitig geschlossenen Chor im Osten. 1882 wurden das Langhaus nach Westen erweitert und der Fassadenturm auf quadratischem Grundriss angefügt, beide aus Quadermauerwerk. Das oberste achteckige Geschoss des Fassadenturms beherbergt die Turmuhr und den Glockenstuhl, in dem vier Kirchenglocken hängen. Darauf sitzt ein achtseitiger, schiefergedeckter Knickhelm.
Der Innenraum des Langhauses ist mit einer Flachdecke überspannt, der des Chors mit einem Sterngewölbe, das auf Konsolen ruht. Die nazarenische Deckenmalerei im Langhaus hat 1880/81 Georg Lang geschaffen. Zur Kirchenausstattung gehört der in der zweiten Hälfte des 18. Jahrhunderts gebaute Hochaltar, auf dessen konkavem, von Säulen und Pilastern flankierten Altarretabel der heilige Jakobus der Ältere dargestellt ist.